# Памятник Ленину (Элиста)
Памятник Владимиру Ильичу Ленину — монумент на площади Ленина в городе Элиста, Калмыкия. Объект культурного наследия Республики Калмыкия.
Памятник был открыт 16 апреля 1970 года, к 100-летию со дня рождения В. И. Ленина. Авторы памятника — скульпторы М. Г. Манизер и О. М. Манизер.
Высота памятника с постаментом составляет 9,95 метров. Постамент изготовлен из тёмного лабрадорита по проекту архитектора И. Е. Рожина. Полированный ствол постамента имеет круглую форму. Верх постамента украшен бронзовым кольцом шириной 79 см с калмыцким национальным орнаментом.
В настоящее время памятник расположен в глубине площади, возле Зала заседаний Дома правительства Республики Калмыкия, куда был перенесён в 2004 году.
7 мая 2009 года памятник внесён в реестр объектов культурного наследия Республики Калмыкия (№ 337).